# Conus exaratus
Conus exaratus é uma espécie de gastrópode do gênero Conus, pertencente à família Conidae.